# Olivier Rochus
Olivier Rochus (ur. 18 stycznia 1981 w Namur) – belgijski tenisista, zwycięzca French Open 2004 w grze podwójnej, reprezentant w Pucharze Davisa, olimpijczyk.
Tenisistą zawodowym był również jego brat, Christophe Rochus.

## Kariera tenisowa
Jako junior zwyciężył w Wimbledonie w deblu chłopców w 1998 roku, w parze z Rogerem Federerem. W grze pojedynczej dochodził do półfinałów juniorskich imprez wielkoszlemowych (1997, French Open i Wimbledon).
W zawodowym gronie tenisistów rywalizował w latach 1999–2014.
We wrześniu 2000 roku wygrał swój pierwszy turniej zawodowy w grze pojedynczej rangi ATP World Tour, w Palermo po zwycięstwie w finale z Diego Nargiso. Drugie zwycięstwo turniejowe odniósł w maju 2006 roku, kiedy w finale w Monachium pokonał rodaka Kristofa Vliegena. Ponadto grał w 8 przegranych finałach singla – dwukrotnie w roku 2002 i 2003 w Kopenhadze, w roku 2005 w Auckland, w 2007 roku w Mumbaju, następnie w 2009 roku w Sztokholmie oraz w 2010, 2011 roku w Newport i w 2012 ponownie w Auckland. Najwyżej sklasyfikowany w rankingu singlowym był w połowie października 2005 roku na 24. miejscu.
W grze podwójnej Rochus odniósł swój największy sukces w karierze wygrywając wielkoszlemowy French Open w 2004 roku, grając w parze z Xavierem Malisse. Belgowie pokonali w finale francuski debel Fabrice Santoro–Michaël Llodra, a w jednej z wcześniejszych rund Todda Woodbridge'a i Jonasa Björkmana. Dzięki zwycięstwu na paryskich kortach Rochus i Malisse zakwalifikowali się do deblowego turnieju Tennis Masters Cup. Udział w turnieju zakończyli na etapie meczów grupowych, z 1 zwycięstwem i 2 porażkami na koncie. W rankingu deblistów na początku lipca 2004 roku zajmował najwyższą pozycję w indywidualnym zestawieniu deblistów - nr 29.
Od roku 2000 reprezentował swój kraj w Pucharze Davisa. Jego najlepszym rezultatem w tych rozgrywkach jest awans do ćwierćfinału z roku 2007. W trakcie rozgrywek pokonywał bardziej utytułowanych zawodników, jak np. Jamesa Blake'a (edycja z roku 2005) oraz Novaka Đokovicia (2005).
Rochus 3 razy startował w igrzyskach olimpijskich, w 2004 roku w Atenach, w 2008 roku w Pekinie i w 2012 roku w Londynie. Najlepsze rezultaty odnosił w Pekinie, w zawodach singlowych dochodząc do 3 rundy i w rozgrywkach deblowych do 2 rundy. Podczas turnieju gry podwójnej grał razem ze Steve'em Darcisem.

### Finały w turniejach ATP World Tour
| Legenda                                      |
| -------------------------------------------- |
| Wielki Szlem                                 |
| Igrzyska olimpijskie                         |
| Tennis Masters Cup / ATP Finals              |
| ATP Masters Series / ATP Tour Masters 1000   |
| ATP International Series Gold / ATP Tour 500 |
| ATP International Series / ATP Tour 250      |

#### Gra pojedyncza (2–8)
| Końcowy wynik | Nr | Data                 | Turniej   | Nawierzchnia  | Przeciwnik        | Wynik finału  |
| ------------- | -- | -------------------- | --------- | ------------- | ----------------- | ------------- |
| Zwycięzca     | 1. | 1 października 2000  | Palermo   | Ceglana       | Diego Nargiso     | 7:6(14), 6:1  |
| Finalista     | 1. | 17 lutego 2002       | Kopenhaga | Twarda (hala) | Lars Burgsmüller  | 3:6, 3:6      |
| Finalista     | 2. | 2 marca 2003         | Kopenhaga | Twarda (hala) | Karol Kučera      | 6:7(4), 4:6   |
| Finalista     | 3. | 15 stycznia 2005     | Auckland  | Twarda        | Fernando González | 4:6, 2:6      |
| Zwycięzca     | 2. | 7 maja 2006          | Monachium | Ceglana       | Kristof Vliegen   | 6:4, 6:2      |
| Finalista     | 4. | 30 września 2007     | Mumbaj    | Twarda        | Richard Gasquet   | 3:6, 4:6      |
| Finalista     | 5. | 25 października 2009 | Sztokholm | Twarda (hala) | Markos Pagdatis   | 1:6, 5:7      |
| Finalista     | 6. | 11 lipca 2010        | Newport   | Trawiasta     | Mardy Fish        | 7:5, 3:6, 4:6 |
| Finalista     | 7. | 10 lipca 2011        | Newport   | Trawiasta     | John Isner        | 3:6, 6:7(6)   |
| Finalista     | 8. | 14 stycznia 2012     | Auckland  | Twarda        | David Ferrer      | 3:6, 4:6      |

#### Gra podwójna (2–5)
| Końcowy wynik | Nr | Data                 | Turniej            | Nawierzchnia  | Partner           | Przeciwnicy                      | Wynik finału     |
| ------------- | -- | -------------------- | ------------------ | ------------- | ----------------- | -------------------------------- | ---------------- |
| Zwycięzca     | 1. | 6 czerwca 2004       | French Open, Paryż | Ceglana       | Xavier Malisse    | Michaël Llodra Fabrice Santoro   | 7:5, 7:5         |
| Zwycięzca     | 2. | 9 stycznia 2005      | Adelaide           | Twarda        | Xavier Malisse    | Simon Aspelin Todd Perry         | 7:6, 6:4         |
| Finalista     | 1. | 31 lipca 2005        | Kitzbühel          | Ceglana       | Christophe Rochus | Leoš Friedl Andrei Pavel         | 2:6, 7:6(5), 0:6 |
| Finalista     | 2. | 8 stycznia 2006      | Ad-Dauha           | Twarda        | Christophe Rochus | Jonas Björkman Maks Mirny        | 6:2, 3:6, 8–10   |
| Finalista     | 3. | 15 października 2006 | Sztokholm          | Twarda (hala) | Kristof Vliegen   | Paul Hanley Kevin Ullyett        | 6:7(2), 4:6      |
| Finalista     | 4. | 20 lipca 2008        | Kitzbühel          | Ceglana       | Lucas Arnold Ker  | James Cerretani Victor Hănescu   | 3:6, 5:7         |
| Finalista     | 5. | 7 lutego 2010        | Zagrzeb            | Twarda (hala) | Arnaud Clément    | Jürgen Melzer Philipp Petzschner | 6:3, 3:6 8–10    |